# 牟梁站
牟梁站（：／ Moryang yeok */?）是中央線和東海線沿線的一座线路所，位於韓國庆尚北道庆州市乾川邑牟梁里。

## 历史
- 1922年11月1日 - 落成使用。